# Plavci
Plavci es un despoblado de Croacia situado en el municipio de Žumberak, en el condado de Zagreb.

## Geografía
Está situado a una altitud de 100 metros sobre el nivel del mar, a unos 70 km de la capital nacional, Zagreb.